# Thomas Carney
Thomas Carney, född 20 augusti 1824 i Delaware County, Ohio, död 28 juli 1888 i Leavenworth, Kansas, var en amerikansk republikansk politiker. Han var Kansas guvernör 1863–1865.
Carney var verksam inom jordbrukssektorn och handeln. Han var ledamot av Kansas representanthus 1861–1862.
Carney efterträdde 1863 Charles L. Robinson som guvernör och efterträddes 1865 av Samuel J. Crawford. Därefter tjänstgjorde han som Leavenworths borgmästare 1865–1866 och var med om att grunda en bank i staden.
Carney avled 1888 och gravsattes på Mt. Muncie Cemetery i Leavenworth.